# Contabilidad forense
Contabilidad forense o ciencia forense financiera es el área de especialidad de la contabilidad que describe los compromisos que resultan de disputas o demandas judiciales actuales o esperadas. Forense significa "propio para su uso en un tribunal de justicia", y ese es el resultado estándar y potencial que los contadores forenses generalmente tienen que conseguir. Los Contadores forenses, también conocidos como auditores forenses o auditores investigadores, a menudo tienen que presentar evidencia experta en un eventual juicio. Todas las empresas grandes de contabilidad, así como las de tamaño medio y empresas boutique y varias policías y agencias de gobierno tienen departamentos especializados en contabilidad forense. Dentro de estos grupos, puede haber otras sub-especializaciones: algunos contadores forenses pueden, por ejemplo, solo especializarse en reclamos de seguros, reclamos de daño personal, fraudes, anti-lavado de dinero, construcción, o auditoría de regalías.
La contabilidad forense está definida como "la aplicación de habilidades de investigación y analíticas con el propósito de resolver asuntos financieros de una manera que cumpla los estándares requeridos por los tribunales. Los contadores forenses aplican sus habilidades especiales en contabilidad, auditoría, finanzas, métodos cuantitativos, áreas específicas de la ley, habilidades de búsqueda e investigación para reunir, analizar y evaluar evidencias y para interpretar y comunicar hallazgos."
Los compromisos forenses financieros pueden pertenecer a varias categorías. Por ejemplo:
- Cálculos de daños económicos, padecidos a través de daños o ruptura de contrato;
- Disputas de post-adquisición como consumos o incumplimiento de garantías;
- Bancarrota, insolvencia, y reorganización;
- Fraude de seguros;
- Fraude impositivo;
- Lavado de dinero;
- Valuación de negocios; y
- Cómputo forense

Los contadores forenses a menudo asisten en reclamos de negligencia profesional donde evalúa y comenta el trabajo de otros profesionales. Los contadores forenses se involucran también con el Derecho de familia analizando los estilos de vida para contribuir con los propósitos de alguno de los cónyuges, determinando los ingresos disponibles para la manutención de los hijos y su distribución equitativa.
Los compromisos relacionados con los asuntos criminales normalmente surgen en el periodo posterior al fraude. Frecuentemente implican la valoración de sistemas de contabilidad y exposición de cuentas— evaluando en esencia si los números reflejan realidad.
Algunos contadores forenses se especializan en análisis forenses, que es la obtención y análisis de datos electrónicos para reconstruir, detectar, o apoyar una reclamación de fraude financiero. Los principales pasos en el análisis forense son (a) recolección de datos, (b) preparación de datos, (c) análisis de datos, y (d) el informe de resultados. Por ejemplo, un análisis forense so podría utilizar para revisar el historial de compras de la tarjeta que esté utilizando un empleado para evaluar si cualquiera de las compras estuvo desviada o fue hecha para uso personal.

## Historia
La contabilidad forense no fue formalmente definida hasta la década de 1940. Generalmente se le acredita el nacimiento de la contabilidad forense a Frank Wilson en la década de 1930. Cuándo Wilson trabajaba como CPA en el Servicio de Impuestos Internos de los EE. UU., fue asignado para investigar al célebre gánster Al Capone y sus transacciones. Capone era conocido por su implicación en actividades ilegales, incluyendo delitos violentos, aun así, su caída fue ocasionada por su incapacidad para informar el Impuesto Federal sobre la Renta, que fue investigado por contadores forenses. El análisis diligente que Wilson realizó de los registros financieros de Al Capone ayudaron para acusarlo de evasión del Impuesto Federal sobre la Renta. Capone le debía al gobierno $215,080.48 de beneficios de juego ilegal y fue culpable de evasión de impuestos, por lo que fue sentenciado a 10 años en Prisión Federal. Desde este caso la importancia de la contabilidad forense se consolidó.

## Contadores forenses
Los contadores forenses, contadores investigadores o los contadores expertos se pueden implicar en recuperar pruebas de delitos serios y en los procedimientos de confiscación relacionados con el producto real o supuesto del delito de lavado de dinero. En el Reino Unido, la legislación pertinente está contenida en el Procedimiento de actos criminales de 2002. Los contadores forenses generalmente tienen las siguientes calificaciones; Profesional de Contabilidad Forense Certificado [Auditores Forenses Certificados] (CFA - Gales & de Inglaterra) otorgado por el Registro de Certificación de Auditores Forenses de Inglaterra y Gales (FACB), Examinadores de Fraude Certificados (CFE - EE. UU. / Internacionales), Curso Certificado en Detección de Fraudes y Contabilidad Forense (FAFD) por el Instituto de Contadores Colegiados de India (ICAI), Contadores Públicos Certificados (CPA - EE. UU.) en AICPA, credenciales de la (CFF), Contadores Coelgiados (CA - Canadá), Contables de Administración Certificados (CMA - Canadá), Contadores Colegiados Profesionales (CPA - Canadá), Contadores colegiados certificados (CCA - Reino Unido), o Profesionales de Investigación Forense Certificados (CFIP). En India son una rama separada de contadores forenses llamada Profesionales de Contabilidad Forenses Certificados.
El programa de Contadores Forenses Certificados (CRFAC) de la Junta Estadounidense de Contabilidad Forense evalúa el conocimiento y la competencia de Contadores Públicos Certificados (CPA) en servicios profesionales de contabilidad forense en una multitud de áreas. Los contadores forenses pueden estar involucrados tanto en el apoyo de litigios (proporcionando asistencia en un caso dado, principalmente relacionado con el cálculo o la estimación de daños económicos y cuestiones relacionadas) como en la contabilidad de investigación (investigando actividades ilegales). La Junta Estadounidense de Contabilidad Forense se estableció en 1993. 
En 2016, la Junta de Certificación de Auditores Forenses (FACB) de Inglaterra y Gales fue establecida por los principales organismos de auditoría y contabilidad forense de todo el mundo con su domicilio social en Londres. La FACB es un cuerpo de miembros de organismos profesionales que comprende el Instituto Internacional de Contadores Forenses Certificados (IICFA) de EE.UU, El Instituto de Auditores Forenses de Zimbabue (IFA), el Instituto de Contadores Forenses de Pakistán (IFAP), el Instituto de Contadores Forenses Certificados (ICFA) de Estados Unidos y Canadá y el Instituto de Contadores Forenses de Nigeria (IFA).La FACB desempeña varios roles y uno de ellos es la estandarización del examen y la certificación de auditores forenses a nivel mundial. Los auditores y contadores forenses se presentan a un examen establecido por la FACB y al aprobar y cumplir con todos los requisitos profesionales, se les otorga la credencial, Auditor Forense Certificado (CFA) o Auditor Forense Registrado (RFA) para los profesionales que tienen la intención de ejercer públicamente. Toda la certificación se renueva anualmente. Además de la certificación de profesionales, la FACB es un organismo de supervisión que acredita a las posibles organizaciones miembro antes de la admisión como parte de los controles de calidad. Las personas con la credencial FACB pueden ejercer como auditores forenses a escala global. 
Las grandes empresas de contabilidad a menudo tienen un departamento de contabilidad forense.
La contabilidad forense y las metodologías de investigación de fraude son diferentes a la auditoría interna. Por lo tanto, los servicios y la práctica de contabilidad forense deben ser manejados por expertos en contabilidad forense, no por expertos en auditoría interna. Los contadores forenses pueden aparecer en la escena del crimen un poco más tarde que los auditores de fraude, pero su contribución principal es traducir transacciones financieras complejas y datos numéricos en términos que las personas comunes puedan entender. Eso es necesario porque si el fraude llega a juicio, el jurado estará compuesto por personas comunes y corrientes. Por otro lado, los auditores internos utilizan listas de verificación que pueden no mostrar la evidencia que busca el jurado o los organismos reguladores. El trabajo de campo puede llevar a cabo riesgos legales si se utilizan listas de verificación de auditoría interna en lugar de preguntar a un contador forense y puede dar lugar a graves riesgos de negligencia de consultores. 
Los contadores forenses utilizan una comprensión de las teorías económicas, la información comercial, los sistemas de información financiera, los estándares y procedimientos de contabilidad y auditoría, la gestión de datos y el descubrimiento electrónico, las técnicas de análisis de datos para la detección de fraudes, la recolección de pruebas y las técnicas de investigación, y los procesos y procedimientos de litigio para realizar su trabajo. Los contadores forenses también desempeñan cada vez más roles proactivos de reducción de riesgos mediante el diseño y la realización de procedimientos extendidos como parte de la auditoría legal, actuando como asesores de comités de auditoría, compromisos de disuasión de fraude y ayudando en la investigación de analistas de inversión. 